# Ramon di Clemente
Ramon di Clemente, född den 2 maj 1975 i Johannesburg i Sydafrika, är en sydafrikansk roddare.
Han tog OS-brons i tvåa utan styrman i samband med de olympiska roddtävlingarna 2004 i Aten.